# Leptostylus pleurostictus
Leptostylus pleurostictus es una especie de escarabajo longicornio del género Leptostylus, categorizada en la tribu Acanthocinini, de la subfamilia Lamiinae. Fue descrita por Bates en 1863.

## Descripción
Mide 9,4-11,8 mm de longitud.

## Distribución
Se distribuye por Brasil, Guayana Francesa y Perú.